# Casa d'Antoni Suñol i Pla
Casa d'Antoni Suñol i Pla és una casa de cos del Masnou (Maresme).

## Descripció
Casa entre mitgeres de planta rectangular que consta de planta baixa i quatre pisos amb la coberta plana a mode de terrat. L'edificació originària només estava formada per la planta baixa i el primer pis. La resta de pisos són afegits posteriorment sense respectar la tipologia constructiva.
Pel que fa a la façana en les seves dues primeres plantes, es disposa simètricament a partir de dos eixos de verticalitat. A la planta baixa hi ha la porta d'accés i una finestra al seu costat amb una reixa de ferro forjat i amb persianes de llibret de fusta. A la planta pis, hi ha dues obertures, una amb balcó amb barana de ferro forjat de formes sinuoses, suportat per dues mènsules i l'altra amb barana de ferro a l'ampit. Ambdues amb persianes de llibret de fusta.
El parament a la planta baixa és un estucat imitant carreus i a la planta pis és llis.
A la llinda de la porta hi ha l'espai per un escut envoltat d'un relleu ornamental amb motius florals. L'interior encara conserva elements d'època i hi ha pintures murals.